# مالك سيلي
مالك سيلي (بالإنجليزية: Malik Sealy)‏ (1 فبراير 1970 - 20 مايو 2000) هو لاعب كرة سلة أمريكي ولد في 1 فبراير 1970 في برونكس في مدينة نيويورك تخرج من جامعة القديس جون عام 1992 واستمر في كرة السلة حتى وفاته عام 2000 .

## بدايته
ولد مالك سيلي في 1 فبراير 1970 في برونكس في مدينة نيويورك لأب وأم من أصل أفريقي كان والده يعمل حارسا للناشط الأمريكي المسلم مالكوم إكس تخرج من جامعة القديس جون عام 1992 كانت بدايته في دوري الرابطة الوطنية لكرة السلة عام 1992 مع فريق إنديانا بايسرز حتى عام 1994 ولوس أنجلس كليبرز حتى عام 1997 وديترويت بيستونز حتى عام 1998 ومينيسيوتا تيمبر وولفز حتى عام 2000 .

## وفاته
توفي في 20 مايو 2000 في منتزه سان لويس نتيجة حادث حيث اصدمت به شاحنة مسرعة بعد عودته من احتفال أحد أعضاء فريق مينيسيوتا تيمبر وولفز وهو اللاعب كيفين جارنيت حيث أُدين سائق الشاحنة لأن الحادث نتج عن تأثير الكحول .

## روابط خارجية
- مالك سيلي على موقع IMDb (الإنجليزية)
- مالك سيلي على موقع ميوزك برينز (الإنجليزية)
- مالك سيلي على موقع قاعدة بيانات الفيلم (الإنجليزية)

1. ↑  ريلجم، QID:Q7300810
2. ↑  College Basketball at Sports-Reference.com، QID:Q100311335